# Ru Paré
Henrica Ru Zus Maria Paré (* 14. Juli 1896 in Druten; † 25. Februar 1972 in Den Haag) war eine niederländische Malerin und Widerstandskämpferin.

## Leben
Zus Paré wurde am 14. Juli 1896 in Druten geboren. Sie war das jüngste von drei Kindern des wohlhabenden Ziegelfabrikanten Nicolaas Paré (1857–1931) und der Hélène Henriëtte Hoogeveen (1859–1928), die aus einer Patrizierfamilie aus Zeeland stammte. Sie lebte ab 1945 mit der Sängerin Do Versteegh (1888–1970) zusammen. Sie hatte einen Bruder und eine totgeborene Schwester. Früh erhielt sie den Beinamen „Zus“ (dt|Schwester), den sie ihr Leben lang nutzte. Die Familie zog 1899 nach Nijmegen.

## Werk
Sie besuchte die Schule in Nijmegen. Zus Paré konnte gut zeichnen und nahm Zeichen- und Malunterricht bei Jan van Vucht Tijssen in Neerbosch. Nach Den Haag zog sie 1919. Dort wurde sie von dem Haager Figuren- und Porträtmaler Albert Roelofs ausgebildet. In dem Jahr lernte sie die Sängerin Do Versteegh kennen und sie freundeten sich an. Diese Freundschaft hielt ihr Leben lang. Mit ihren Eltern zog sie 1920 in ein Haus, welches sie gekauft hatte und Paré richtete sich ein eigenes Atelier im zweiten Stock ein. Ab 1920 nahm sie Unterricht bei Willem van Konijnenburg und als unabhängige Studentin nahm sie an der Malklasse der Royal Academy of Art teil. Nach 1930 signierte sie ihre Werke mit Ru Paré. Es ist nicht bekannt, woher dieser Name stammte. Sie zeichnete und malte Porträts, Hafenansichten, Pflanzen und Blumen. Dazu nutzte sie verschiedene Stilrichtungen, hauptsächlich figurativ, aber auch abstrakt. Hier ließ sie sich von Jan Toorop inspirieren. Sie stellte in den 1920er und 1930er Jahren regelmäßig in Den Haag und Amsterdam aus und machte sich im künstlerischen Leben von Den Haag einen Namen. Paré gehörte dem Haagse Kunstkring, den De Onafhankelijken und dem Club van Tien an.

## Widerstand
Paré leistete während des Zweiten Weltkriegs gegen die deutsche Besatzung Widerstand. Sie weigerte sich 1942 der Kulturkammer beizutreten und als sie am 20. Juni 1942 einen Brief vom Haagse Kunstkring erhielt, in dem sie gefragt wurde, ob sie sich bei der Kulturkammer anmelden wolle, kündigte sie ihre Mitgliedschaft im Kunstkring. Die Anmeldung in der Kulturkammer war damals für alle Künstler vorgeschrieben. Aus diesem Grund durfte sie zu der Zeit nicht ausstellen und auch ihre Werke nicht verkaufen.
Sie suchte zudem Verstecke für jüdische Kinder. Die ersten Kinder, bei denen „Tante Zus“ half, ein Versteck zu finden, waren die zwei Kinder von F.H. Lankhout, einer Druckerei in Den Haag, in der Künstler ihre Arbeiten lithographieren konnten. Zus Paré kannte den Großvater, mit dem sie vor dem Krieg eine Beziehung gehabt hatte. Sie half 52 jüdische Kinder zu verstecken, besorgte für die Familien Geld und Lebensmittelgutscheine und fälschte zusammen mit anderen, befreundeten Künstlern Personalausweise. In ihre Malkoffer wurden doppelte Böden eingebaut und so brachte sie diese Dinge, auch Briefe, Kleidung und Spielzeug zu den Familien. Ihre Reisen unternahm sie mit ihrem Fahrrad, auch transportierte sie die Kinder, wenn nötig, mit dem Fahrrad zu anderen Verstecken, sie fürchtete, die Kinder könnten sich verplappern, wenn sie sie im Zug mitnahm. Alle von ihr betreuten Kinder überlebten den Krieg. Neun während des Krieges verwaiste Kinder wurden vom Ehepaar Levin adoptiert, das 1949 nach Israel auswanderte. Einige der Kinder besuchte sie nach dem Krieg in Israel und sie versuchte mit allen Kindern in Kontakt zu bleiben. Ihr wurde aufgrund einer Initiative der Kinder 1968 der Titel Gerechte unter den Völkern verliehen.

## Nachkriegszeit
Zus Paré zog nach dem Krieg mit Versteegh in ihr Elternhaus in der Van Beuningenstraat, welches sie seit dem Tod ihres Vaters im Jahr 1931 vermietet hatte. Beide führten in dem Haus einen eigenen Haushalt. Paré nahm die Malerei wieder auf und stellte hauptsächlich in ihrem eigenen Haus aus. Do Versteegh starb 1970. Achtzehn Monate später, am 25. Februar 1972, wurde Ru Paré von einem Freund leblos im Badezimmer aufgefunden. Ein Teil ihres Nachlasses ging an die Levin-Kinder, ein anderer Teil an die Theodora Versteegh Foundation, die sich der Stimmforschung widmet.